# Tetragnatha albida
Tetragnatha albida är en spindelart som beskrevs av Gillespie 1994. Tetragnatha albida ingår i släktet sträckkäkspindlar, och familjen käkspindlar. Inga underarter finns listade i Catalogue of Life.